# Chó Kuchi
Chó Kuchi hoặc chó chăn cừu Afghanistan là một giống chó chăn cừu ở Afghanistan, lấy tên của người Kuchi ở Afghanistan. Nó là một giống chó của những người du mục, bảo vệ các đoàn lữ hành và đàn cừu, dê, lạc đà và các vật nuôi khác chống lại chó sói, mèo lớn và kẻ trộm. Loài chó này đôi khi được biết đến như một biến thể địa phương của chó chăn cừu Trung Á và tình trạng của nó như là một giống riêng biệt còn đang được tranh cãi.
Sage Kuchi hoặc Sage Jangi là tên tiếng Ba Tư tiêu chuẩn của loài này, và tên Pashto của nó là De Kochyano Spai hoặc Jangi Spai, có nghĩa là "chó của những người du mục" và "chó chiến đấu". Loài này được tìm thấy xung quanh trung tâm và phía bắc của Afghanistan, Pakistan và các khu vực xung quanh ở Trung Á. Con chó vùng núi này chia sẻ nền tảng di truyền tương tự như chó Ovtcharka Trung Á (CAO).
Bởi vì loài chó này có liên hệ mật thiết với cuộc sống du mục ở những vùng xa xôi và thô sơ, nơi mà kỹ thuật nhân giống phương Tây không được sử dụng, rất khó để xác định một loại chó Kuchi "chính gốc". Chiến tranh và bất ổn chung trong khu vực cũng ảnh hưởng đến người Kuchi, trong đó nhiều người đã định cư quanh các thành phố, tạo ra nhiều cơ hội cho loài chó Kuchi giao phối với những con chó khác. Không có cơ quan tổ chức nào cho chó ở Afghanistan và một số chó Kuchi đã được xuất khẩu sang châu Âu.

## Mô tả
Giống chó Kuchi sở hữu một kho gene rất phong phú, và những chú chó này thích nghi tốt với môi trường khác nhau. Điều này cũng đồng nghĩa với việc biểu hiện gene có thể khác nhau rất nhiều từ các cá thể chó khác nhau. Vì lý do đó, người quan sát không quen thuộc thường khó có thể xác định đặc điểm của một con chó Kuchi đích thực là gì, hoặc cá thể chó là loại chó Kuchi gì.
Nói chung, chó Kuchi có kích thước lớn và thường xuyên là những con chó khổng lồ, với một bộ lông có thể ngắn, trung bình hoặc dài, được hỗ trợ bằng một lớp lót dày. Chúng khác nhau về chiều cao, đạt từ 27 đến 32 inch (69 đến 81 cm) tính đến vai đối với con cái, và từ 28 đến 35 inch (71 đến 89 cm) và cao hơn nữa cho con đực. Trọng lượng của chúng dao động từ khoảng 84 đến 120 pound (38 đến 54 kg) đối với con cái và từ 88 đến 176 pound (40 đến 80 kg) và nặng hơn nữa cho con đực.
Hình dạng đầu của một con chó Kuchi có thể thay đổi từ đầu kiểu nêm, đến đầu hình cục gạch, hoặc đầu kiểu gấu. Đầu kiểu gấu thường được so sánh chủ yếu với những con chó giống núi. Đuôi của chúng thường có độ dài khoảng một phần ba chiều dài của chúng, và thường thẳng lên hoặc ở một góc nhỏ. Theo truyền thống, tai của chúng cụp gần như sát gốc.
Chó Kuchi là những con chó cao, với sống lưng thẳng, thường tạo thành một hình vuông với hai chân trước và sau. Cổ thường dài và dày, với nhiều da dư thừa rủ xuống từ chân hàm đến ngực. Đầu được hướng theo chiều ngang, hoặc ở một góc hướng xuống nhỏ, với đôi mắt nhìn thẳng về phía trước. Mõm khô và rất cơ bắp.
Cơ thể của chúng thường được bao phủ bởi những đốm đen không thể hiện qua lớp lông. Những đốm này cũng có thể che bên trong miệng, cầu mũi và bụng. Màu sắc của lông có nhiều loại, và màu không quan trọng để xác định giống hoặc loại chó Kuchi. Tương tự với chiều dài hoặc cấu trúc của lông. Thông thường, một dải lông sẽ dài hơn, có nhiều lông hơn bao phủ toàn bộ chiều dài của sống lưng, trong khi vùng cổ được một lớp lót dày và trơn che phủ, với lông dài hơn một chút so với phần còn lại của cơ thể.
Kích thước răng dao động từ nhỏ ở một số con cái, đến rất lớn ở con đực, với răng nanh thường vượt quá 1¼ inch. Hình dạng của răng nanh có thể tạo thành một cái móc có đế dày hơn và hướng vào bên trong miệng, hoặc có thể giống như răng của chó sói.